# Hanchang (häradshuvudort i Kina, Hunan Sheng, lat 28,70, long 113,58)
Hanchang (kinesiska: P’ing-chiang, 汉昌, 平江县) är en häradshuvudort i Kina. Den ligger i provinsen Hunan, i den södra delen av landet, omkring 82 kilometer nordost om provinshuvudstaden Changsha. Antalet invånare är 947 574. Befolkningen består av 460 404 kvinnor och 487 170 män. Barn under 15 år utgör 19,0 %, vuxna 15-64 år 70 %, och äldre över 65 år 9,0 %.
Runt Hanchang är det ganska tätbefolkat, med 199 invånare per kvadratkilometer. Det finns inga andra samhällen i närheten. I omgivningarna runt Hanchang växer huvudsakligen savannskog.
Genomsnittlig årsnederbörd är 2 096 millimeter. Den regnigaste månaden är maj, med i genomsnitt 390 mm nederbörd, och den torraste är oktober, med 59 mm nederbörd.